# Romanka

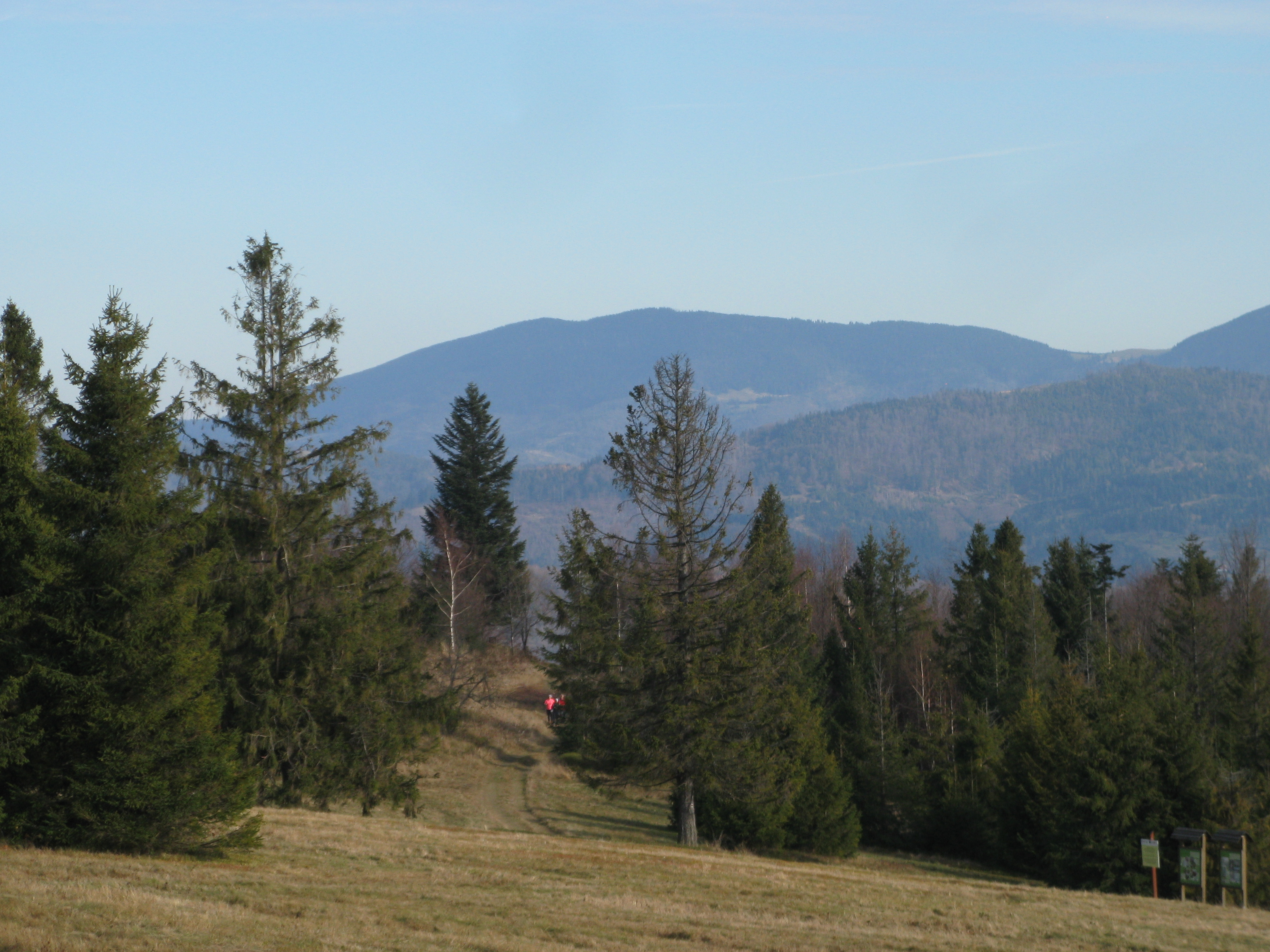
Romanka – widok z Rachowca

Romanka (1366 m) – szczyt w Grupie Lipowskiego Wierchu i Romanki w Beskidzie Żywiecko-Orawskim.

## Topografia
Romanka jest najwyższym szczytem tej grupy, względna różnica wysokości licząc od dna doliny Soły w okolicach wsi Cięcina i Wieprz (380–370 m n.p.m.) do szczytu wynosi niemal 1000 m i jest najwyższa w Kotlinie Żywieckiej. Od sąsiedniej Rysianki jest oddzielona wybitną przełęczą Pawlusią (1176 m). Jest też Romanka zwornikiem dla dwóch grzbietów. Na północny zachód odchodzi od Romanki grzbiet do Skały, na północny wschód drugi grzbiet do Kotarnicy. Grzbiety te niżej znów rozgałęziają się. W zbocza Romanki wcinają się doliny trzech potoków: Romanki uchodzącej do Żabniczanki, Sopotnianki i potoku W Ciemnem uchodzącego do Sopotni. Romanka wznosi się nad miejscowościami Żabnica, Sopotnia Mała i Sopotnia Wielka.
Kazimierz Sosnowski w swym „Przewodniku po Beskidach Zachodnich” charakteryzował tę górę następująco: Z Jeleśni przedstawia się Romanka jako śmiały, kończysty stożek, bo z dwóch jej szczytów płd. kryje się za płn., natomiast z doliny Soły w całkiem odmiennym widnieje kształcie, a to jako długi łukowaty grzbiet z zaklęśnięciem w górnej linii.(...) Płd. szczyt, nieco niższy i zarosły, jest od płn. o 10 min. drogi oddalony. (...) Kształty Romanki są łagodne i okrągłe, jednak od str. zach. spada jej stok szczytowy w nieprzystępnych, dzikich urwiskach skalnych, w których znajduje się grota.

## Historia
Nazwa szczytu jest dawnego pochodzenia, taką nazwę podawał bowiem już Andrzej Komoniecki (1658–1728), autor „Chronografii albo Dziejopisu Żywieckiego” i zawsze taka była używana na mapach.
Stoki Romanki podczas II wojny światowej były schronieniem oddziałów partyzanckich, które pod koniec wojny toczyły walki z okupantem. Działał tutaj oddział partyzancki „Romanka”. Jedną ze spektakularnych akcji było spacyfikowanie schroniska na Rysiance, gdzie znajdował się ośrodek wypoczynkowy dla oficerów niemieckich. Dawniej na szczycie Romanki stała wieża triangulacyjna.

## Przyroda
Niemal całe stoki Romanki porastają lasy. W partiach regla górnego las budują głównie świerki. Istny to las-nędzarz, skarlały, półzeschły, pokręcony i zwikłany, a przecież żyjący. – pisał jeszcze w latach międzywojennych K. Sosnowski o formacji porastającej wierzchołek góry, sięgający tu prawie naturalnej górnej granicy lasu (na niedalekiej Babiej Górze jest to ok. 1390 m n.p.m.). Górnoreglowy bór jest tu ekstremalnie narażony na trudne warunki atmosferyczne i wielokrotnie bywa niszczony przez huragany. W końcu lat 60. XX w. znaczne jego fragmenty zostały zniszczone przez szadź i wielkie opady śniegu, a osłabione drzewa zostały następnie zaatakowane przez kornika. Drzewostan w reglu dolnym budują buk zwyczajny, jodła pospolita, jawor, jarząb pospolity, z krzewów występują m.in. leszczyna pospolita, porzeczka skalna i bez koralowy. Zwierzęta pojawiające się w okolicach Romanki to m.in. wilk szary, dzik, jeleń szlachetny, ryś, głuszec, borsuk, a nawet niedźwiedź brunatny.
Lasy Romanki to jeden z większych kompleksów leśnych w Beskidzie Żywieckim. Jednak podczas wielowiekowego osadnictwa w masywie Romanki wytworzono kilka polan wykorzystywanych jako hale pasterskie: Hala Wieprzska, Hala Łyśniewska i inne, mniejsze, dzisiaj już niemające nazwy. Również na grzbiecie łączącym Romankę z Martoszką na lotniczych zdjęciach Geoportalu widoczne są zarastające trawiaste obszary. Od doliny Żabniczanki dość wysoko wspinają się też na stoki Romanki pola i zabudowania miejscowości Żabnica. Od 1963 szczytowe partie Romanki zostały objęte ochroną w formie rezerwatu w celu ochrony jednego z ostatnich fragmentów puszczy karpackiej.
W masywie Romanki występują czynne osuwiska. Znajdująca się w zboczach góry Jaskinia w Sopotni Wielkiej ma korytarze o łącznej długości 101 m.

## Turystyka
Romanka była jednym z pierwszych odwiedzanych turystycznie szczytów Beskidu Żywieckiego. Już w XIX wieku objęta została aktywnością niemieckiej organizacji turystycznej Beskidenverein. W latach 1894–1899 Niemcy wyznakowali szlak z Jeleśni przez Romankę do Węgierskiej Górki. W 1913 lub 1915 pod szczytem wybudowano schron turystyczny na Romance z przeznaczeniem dla narciarzy (Ski-hütte), który został zniszczony pod koniec I wojny światowej. Obecnie przez Romankę prowadzi pięć szlaków turystycznych i Szlak Papieski. Wierzchołek Romanki porastają stare, dość zwarte bory regla górnego i z tego powodu jest on pozbawiony widoków.
Na szczyt Romanki wyjść można czterema szlakami:
 Sopotnia Mała – Kotarnica – Romanka. 3:15 h, z powrotem 2:30 h
  Sopotnia Wielka – Kotarnica – Romanka. 2:50 h, z powrotem 2:15 h
 Bystra – Lachowe Młaki – Górska stacja turystyczna „Słowianka” – Suchy Groń – Romanka 3:35 h, z powrotem 3 h
 hala Rysianka – przełęcz Pawlusia – Romanka.1 h, z powrotem 55 min
Południowo-zachodnimi stokami Romanki biegnie jeszcze szlak czerwony z Żabnicy przez Abrahamów, Suchy Groń, Halę Wieprzską i przełęcz Pawlusia na halę Rysianka.